# Východní hlavní kanál

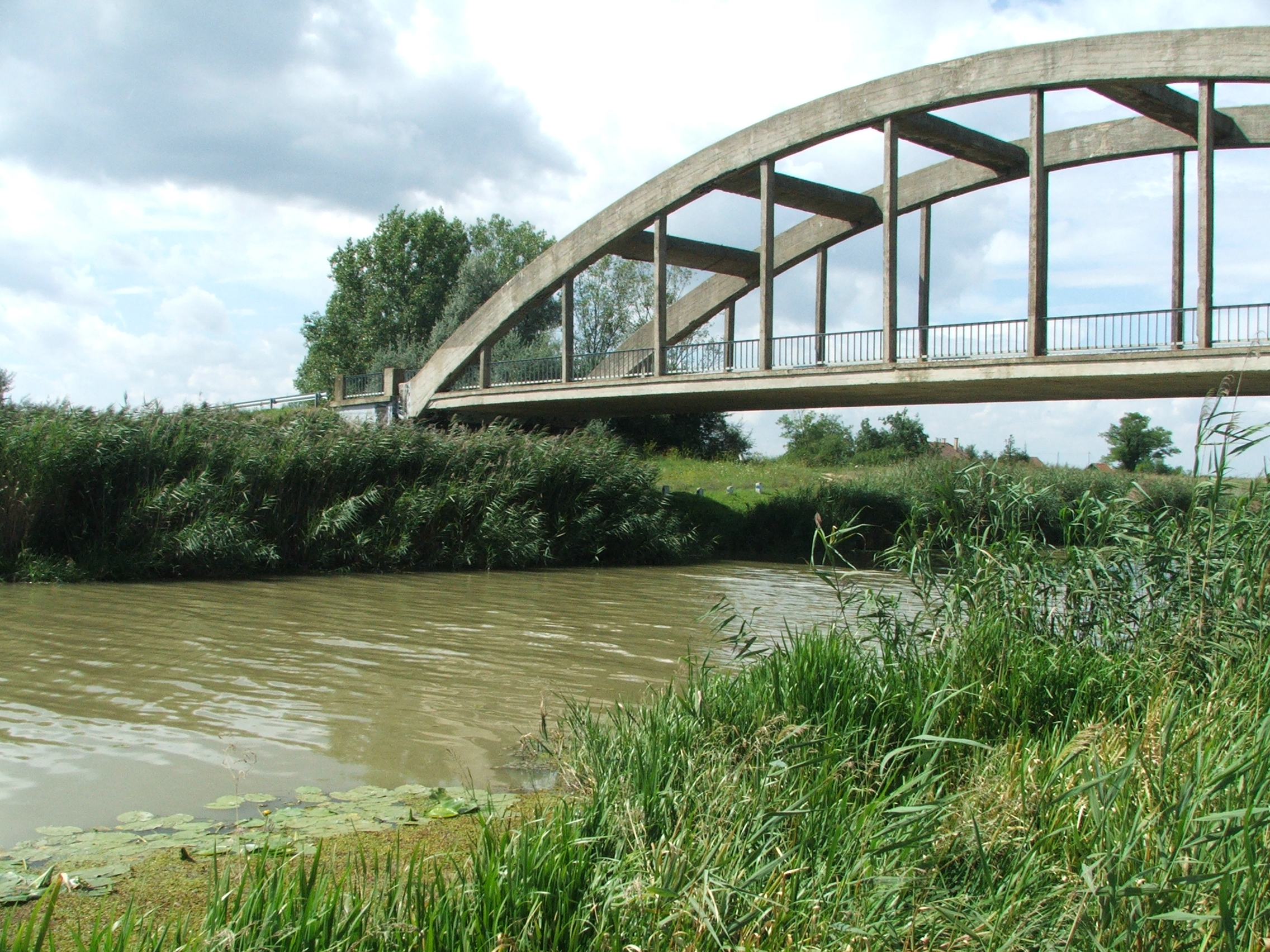
Východní hlavní kanál u města Hajdúnánás

Východní hlavní kanál (maďarsky Keleti-főcsatorna) je vodní zavlažovací kanál, který prochází od severu k jihu župami Szabolcs-Szatmár-Bereg a Hajdú-Bihar.

## Popis
Kanál začíná u města Tiszalök odbočkou z řeky Tisa, ze které je napájen. Jeho délka je 98 km a končí u obce Bakonszeg, kde se napojuje na řeku Berettyó. Šířka kanálu je 25–30 metrů, má tři části u nichž je různá hloubka a to 4,2 m, 3,3 m a 2,3 m. Maximální průtok vody v severní části dosahuje až 60 m³/s a v jižní části u obce Bakonszeg jen 15 m³/s. Na velký kanál je napojena řada menších zavlažovacích kanálů, které především směřují západním směrem. Největším z nich je tzv. Nyugati-főcsatorna, tedy západní hlavní kanál.